# Just Do It (singolo)
Just Do It è un brano musicale di Masami Okui scritto da Yabuki Toshiro e dalla stessa Okui, e pubblicato come singolo il 3 agosto 2000 dalla Starchild. Il singolo è arrivato alla sessantesima posizione nella classifica settimanale Oricon, vendendo 3 410 copie. Il brano è stato utilizzato come sigla d'apertura del programma televisivo Express in onda su TBS.

## Tracce
CD singolo KIDS-432
1. Just do it - 4:13
2. Just do it (instrumental) - 4:13

## Classifiche
| Classifica (2000)                        | Posizione più alta |
| ---------------------------------------- | ------------------ |
| Giappone (Classifica settimanale Oricon) | 60                 |